# Zimmermann (Familienname)

Relative Häufigkeit des Familiennamens Zimmermann in Deutschland (Stand: August 2019)

Zimmermann ist ein deutscher Familienname.

## Herkunft und Bedeutung
Der Familienname Zimmermann ist abgeleitet von dem Beruf des Zimmermanns.

## Häufigkeit
Der Name Zimmermann belegt Platz 27 auf der Liste der häufigsten Familiennamen in Deutschland, in der Schweiz Platz 16.

## Andere Schreibweisen
Andere Schreibweisen von Zimmermann sind:
- Timmermann
- Zimmerman
- Zimerman

## Familien und Nobilitierungen
- Liste der Adelsgeschlechter namens Zimmermann

## Namensträger

### A
- Achim Zimmermann (* 1958), deutscher Dirigent
- Adolf Zimmermann (1799–1859), deutscher Maler
- Adolf Zimmermann (Ingenieur) (1880–1963), Schweizer Ingenieur und Unternehmer
- Agnes Zimmermann (1847–1925), deutsche Konzertpianistin und Komponistin
- Albert Zimmermann (Politiker) (1806–nach 1866), deutscher Lehrer und Politiker
- Albert Zimmermann (Maler) (1809–1888), deutscher Maler
- Albert von Zimmermann (1813–1887), preußischer Generalmajor
- Albert Zimmermann (Philologe) (1854–1925), deutscher Klassischer Philologe und Lehrer
- Albert Zimmermann (Widerstandskämpfer) (1894–1944), deutscher Widerstandskämpfer
- Albert Zimmermann (Landrat), deutscher Landrat
- Albert Zimmermann (Philosophiehistoriker) (1928–2017), deutscher Philosophiehistoriker
- Albrecht Zimmermann (1860–1931), deutscher Botaniker und Mykologe
- Alexander Zimmermann (* 1946), deutscher Unternehmer
- Alfons Maria Zimmermann (1891–1962), deutscher Theologe und Hagiologe
- Alfred Zimmermann (Maler) (1854–1910), deutscher Maler und Illustrator
- Alfred Zimmermann (Politiker, 1859) (1859–1925), deutscher Kolonialpolitiker
- Alfred Zimmermann (Politiker, 1869) (1869–1939), niederländischer Politiker und Diplomat
- Alfred Zimmermann (Mediziner) (1881–1931), deutscher HNO-Arzt und Hochschullehrer
- Alfred Zimmermann (Politiker, 1889) (1889–1949), deutscher Politiker, Abgeordneter in Rheinland-Pfalz
- Aljoscha Zimmermann (1944–2009), deutscher Pianist und Komponist
- Alois Zimmermann (1871–1929), deutscher Zoologe
- André Zimmermann (1939–2019), französischer Radrennfahrer
- Andréa Zimmermann (* 1978), Schweizer Skibergsteigerin
- Andreas Zimmermann (Archäologe) (* 1951), deutscher Archäologe und Hochschullehrer
- Andreas Zimmermann (Rechtswissenschaftler) (* 1961), deutscher Rechtswissenschaftler und Hochschullehrer
- Andreas Zimmermann (Schauspieler) (* 1966), Schweizer Schauspieler
- Andreas Zimmermann (Fußballspieler) (* 1969), deutscher Fußballspieler
- Anja Zimmermann (* 1968), deutsche Kunsthistorikerin
- Anna-Maria Zimmermann (* 1988), deutsche Sängerin
- Anne Zimmermann (* 1987), deutsche Comic-Künstlerin und Illustratorin
- Annemarie Zimmermann (* 1940), deutsche Kanutin
- Annika Zimmermann (* 1989), deutsche Fernsehmoderatorin
- Anton Zimmermann (Theologe) († 1545), deutscher evangelischer Theologe
- Anton Zimmermann (Komponist) (1741–1781), österreichischer Komponist
- Anton Zimmermann (Stadtrat) (1867–1935), deutscher Bauunternehmer und Stadtrat von Kattowitz
- Anton Zimmermann (Politiker) (1912–2001), österreichischer Arzt und Politiker (SPÖ)
- Armin Zimmermann (Admiral) (1917–1976), deutscher Admiral
- Armin Zimmermann (Theologe) (* 1967), deutscher Theologe und Religionswissenschaftler
- Armin Zimmermann (Informatiker) (* 1969), deutscher Informatiker und Hochschullehrer
- Arnold Zimmermann (Theologe) (1872–1951), Schweizer evangelischer Geistlicher und Heimatforscher
- Arnold Zimmermann (1922–2015), deutscher Politiker (SED)
- Arnold Zimmermann (Botaniker) (1942–2002), österreichischer Botaniker
- Arthur Zimmermann (Diplomat) (1864–1940), deutscher Diplomat
- Arthur Zimmermann (Sozialwissenschaftler) (* 1948), Schweizer Sozialwissenschafter und Autor
- Artur Zimmermann (* 1984), deutscher Fußballspieler
- August Zimmermann (Musiker) (Carl August Zimmermann; 1810–1891), deutscher Violinist und Musiklehrer
- August Zimmermann (Philologe) (1845–1926), deutscher Klassischer Philologe und Lehrer
- August Zimmermann (Politiker) († 2006), deutscher Politiker (SPD) und Gewerkschafter

### B
- Balthasar Zimmermann (Kartograf) (1570–1633/34), kursächsischer Landvermesser und Kartograf
- Balthasar Zimmermann (Politiker) (1895–1937), Schweizer Politiker und Luftfahrtpionier
- Balthasar Zimmermann (Plakatkünstler) (* 1970), Schweizer Plakatkünstler
- Barbara Zimmermann (Tischtennisspielerin) (* 1948), deutsche Tischtennisspielerin
- Barbara Zimmermann (Schriftstellerin) (* 1950), deutsche Journalistin und Schriftstellerin
- Barbara Barberon-Zimmermann (* 1967), deutsche Autorin und Redakteurin
- Barbara Feichtinger-Zimmermann (* 1963), österreichische Altphilologin
- Bastian Zimmermann (* 1984), deutscher Badmintonspieler
- Ben Zimmermann (* 1976), deutscher Schauspieler
- Bénédicte Zimmermann (* 1965), französische Soziologin
- Benedikt Zimmermann (* 1987), deutscher Schauspieler
- Berchtold Zimmermann (vor 1480–nach 1504), Schweizer Mönch und Bibliothekar des Klosters St. Gallen
- Bernd Zimmermann (Didaktiker) (1946–2018), deutscher Mathematikdidaktiker und Hochschullehrer
- Bernd Zimmermann (Nordischer Kombinierer) (* 1951), deutscher Nordischer Kombinierer und Skisporttrainer
- Bernd Zimmermann (Fußballspieler) (* 1952), deutscher Fußballspieler
- Bernd Alois Zimmermann (1918–1970), deutscher Komponist
- Bernhard Zimmermann (Chorleiter) (1713–1764), deutscher Geistlicher und Chorleiter
- Bernhard Zimmermann (Prälat) (1880–1969), deutscher katholischer Priester
- Bernhard Zimmermann (Sportwissenschaftler) (1886–1952), deutscher Sportwissenschaftler
- Bernhard Zimmermann (Informatiker) (* 1952), deutscher Hochschullehrer
- Bernhard Zimmermann (Philologe) (* 1955), deutscher Altphilologe
- Bernhard Zimmermann (Fußballspieler) (* 2002), österreichischer Fußballspieler
- Bernhard Hans Zimmermann (1904–1993), österreichischer evangelischer Geistlicher, Archivar, Kirchen- und Heimathistoriker
- Berta Zimmermann (1902–1937), Schweizer Komintern-Mitarbeiterin
- Bettina Zimmermann (* 1975), deutsche Schauspielerin
- Bodo Zimmermann (Offizier) (1886–1963), deutscher Offizier
- Bodo Zimmermann (Künstler) (1902–1945), deutscher Maler und Grafiker
- Brigitte Zimmermann (* 1939), deutsche Journalistin
- Bruno Zimmermann (* 1995), deutscher Handballspieler
- Burkhard Zimmermann (* ca. 1950), deutscher Politiker und Kinderrechte-Aktivist

### C
- Carl Zimmermann (Generalmajor, 1813) (1813–1889), deutscher Generalmajor und Kartograf
- Carl Zimmermann (Holzstecher) (Carl Hermann Louis Zimmermann; 1825–1873), deutscher Holzstecher
- Carl Zimmermann (Maler) (1863–1930), deutscher Maler
- Carl Zimmermann (General) (1864–1949), preußischer Offizier
- Carl Eugen Zimmermann (1828–1902), Baumeister und Beigeordneter Bürgermeister in Aachen
- Carl Ferdinand Zimmermann (1816–1889), Schweizer Lehrer, Geistlicher, Orientalist und Archäologe
- Carl Friedrich Zimmermann (Maler) (1796–1820), deutscher Maler
- Carl Friedrich Zimmermann (1817–1898), deutscher Instrumentenbauer
- Carl Johann Christian Zimmermann (1831–1911), deutscher Architekt
- Carl Wilhelm Zimmermann (1782–1856), Leitender Minister in der Regierung des Großherzogtums Hessen
- Carsten Zimmermann (Autor) (* 1968), deutscher Autor
- Carsten-Pieter Zimmermann (* 1978), österreichischer Nachrichtenmoderator
- Cathy Zimmermann (* 1981), österreichische Moderatorin und Model
- Charles Zimmermann (vor 1931–1995), Schweizer Architekt
- Charles A. Zimmermann (1861–1916), US-amerikanischer Komponist
- Charly Zimmermann (Karl Zimmermann; * 1939), deutscher Offizier und Hubschrauberpilot
- Christa-Maria Zimmermann (* 1943), österreichische Autorin
- Christian Zimmermann (Textilunternehmer) (1759–1842), deutscher Textilunternehmer
- Christian Zimmermann (General) (1774–1832), deutscher Generalmajor
- Christian Zimmermann (Architekt) (* 1960), Schweizer Architekt und Hochschullehrer
- Christian Zimmermann (Reiter) (* 1961), deutsch-palästinensischer Unternehmer und Dressurreiter
- Christian von Zimmermann (* 1965), deutscher Germanist
- Christian Zimmermann (Leichtathlet) (* 1994), deutscher Leichtathlet
- Christian Gottlieb Zimmermann (1766–1841), deutscher Mathematiker und Pädagoge
- Christiane Zimmermann (* 1962), deutsche evangelische Theologin
- Christoph Zimmermann (Politiker) (1788–1844), deutscher Grundbesitzer und Politiker, MdL Nassau
- Christoph Zimmermann (Designer) (* 1967/1968), Schweizer Fahrzeugdesigner
- Christoph Zimmermann (Ruderer) (* 1988), deutscher Ruderer
- Christoph Zimmermann (Fußballspieler) (* 1993), deutscher Fußballspieler
- Clemens von Zimmermann (1788–1869), deutscher Maler
- Clemens Zimmermann (Historiker) (* 1951), deutscher Historiker
- Cornelius Zimmermann (* 1962), deutscher Diplomat

### D
- Dagmar Drüll-Zimmermann (* 1952), deutsche Historikerin
- Dan Zimmerman (* 1974), US-amerikanischer Filmeditor
- Daniel Zimmermann (Politiker, 19. Jahrhundert), deutscher Politiker, MdL Sachsen
- Daniel Zimmermann (Autor) (1935–2000), französischer Schriftsteller
- Daniel Zimmermann (Künstler, 1958) (* 1958), Schweizer Maler, Zeichner und Objektkünstler
- Daniel Zimmermann (Künstler, 1966) (* 1966), Schweizer Performancekünstler
- Daniel Zimmermann (Musiker) (* 1974), französischer Musiker
- Daniel Zimmermann (Politiker, 1982) (* 1982), deutscher Politiker, Bürgermeister von Monheim am Rhein
- Daniel Ramin Zimmermann (* 1985), deutscher Schauspieler
- Danielle Zimmermann (* 1974), deutsche Künstlerin
- Dean Zimmerman (* 1974), US-amerikanischer Filmeditor
- Denise Zimmermann (* 1988), deutsche Eiskunstläuferin
- Dennis Zimmermann (* 1981), deutscher American-Football-Spieler
- Diana Zimmermann (* 1971), deutsche Journalistin und Leiterin des ZDF-Hauptstadtstudios
- Dieter Zimmermann (Physiker) (1939–2015), deutscher Physiker
- Dieter Zimmermann (Maler) (* 1942), deutscher Maler und Grafiker
- Dieter Zimmermann (Pseudonym Cliff Carpenter; 1943–1978), deutscher Komponist, Arrangeur und Musikproduzent
- Dominic Zimmermann (* 1975), kanadisch-deutscher Basketballspieler
- Dominikus Zimmermann (1685–1766), deutscher Baumeister
- Don Zimmerman (1944–2025), US-amerikanischer Filmeditor

### E
- Eberhard August Wilhelm von Zimmermann (1743–1815), deutscher Geograph, Naturhistoriker und Philosoph
- Edith Zimmermann (* 1941), österreichische Skirennläuferin
- Edith Zimmermann-Bütikofer (1925–1986), Schweizer Politikerin und Frauenrechtlerin
- Eduard Zimmermann (Politiker) (1811–1880), deutscher Jurist und Politiker
- Eduard Zimmermann (Bildhauer) (1872–1949), Schweizer Bildhauer
- Eduard Zimmermann (Heraldiker) (1874–1951), deutscher Heraldiker
- Eduard Zimmermann (1929–2009), deutscher Journalist und Fernsehmoderator
- Edwin Zimmermann (1948–2024), deutscher Ingenieur und Politiker (SPD)
- Egbert Zimmermann (* 1962), deutscher Fußballspieler und Trainer
- Egon Zimmermann (Skirennläufer, 1933) (Egon Zimmermann I; 1933–2016), österreichischer Skirennläufer
- Egon Zimmermann (Skirennläufer, 1939) (Egon Zimmermann II; 1939–2019), österreichischer Skirennläufer
- Ekkart Zimmermann (* 1946), deutscher Soziologe und Politikwissenschaftler
- Elfriede Zimmermann (1908–??), deutsche Schwimmerin
- Eliane Zimmermann (* 1959), Heilpraktikerin und Therapeutin
- Elisabeth Zimmermann (1898–1988), deutsche Historikerin und Hochschullehrerin für Schlesische Kirchen- und Wirtschaftsgeschichte
- Elisabeth Wolff-Zimmermann (1876–1952), deutsche Malerin und Grafikerin
- Elke Zimmermann (Zoologin) (1958–2019), deutsche Zoologin, Primatologin und Verhaltensforscherin
- Elke Zimmermann (Politikerin) (* 1973), österreichische Politikerin (SPÖ)
- Elmar Zimmermann (1930–1998), deutscher Lehrer, Heimatforscher, Autor und Künstler
- Elsbeth Zimmermann, Schweizer Politikerin
- Else Zimmermann (1907–1995), deutsche Politikerin (SPD), MdB
- Elżbieta Zimmermann (1943–2007), polnische Germanistin, Mäzenin polnischer Kunst und Kultur und Förderin der deutsch-polnischen Aussöhnung
- Emil Zimmermann (Philologe) (1850–1915), Latinist, Gymnasiallehrer in Ostpreußen
- Emil Zimmermann (Maler) (1858–1898), deutscher Maler
- Emil Zimmermann (Mediziner, 1864) (1864–1953), deutscher Mediziner; nach Gerüchten der Vater von Erich Kästner
- Emil Zimmermann (Generalleutnant) (1876–1952), deutscher Generalleutnant
- Emil Zimmermann (Politiker, 1884) (1884–1951), deutscher Jurist und Politiker
- Emil Zimmermann (Politiker, 1885) (1885–1966), deutscher Politiker (SPD, USPD, SED)
- Emil Zimmermann (Mediziner, 1933) (1933–2019), deutscher Ethnomediziner
- Emil Zimmermann (Kanute), deutscher Kanute
- Erich Zimmermann (Politiker) (1882–1972), deutscher Schiffsbauingenieur und Politiker (DP), MdBB
- Erich Zimmermann (Wirtschaftswissenschaftler) (1888–1961), deutscher Wirtschaftswissenschaftler und Hochschullehrer
- Erich Zimmermann (Sänger) (1892–1968), deutscher Sänger (Tenor)
- Erich Zimmermann (Maler) (1908–2007), deutscher Maler und Grafiker
- Erich Zimmermann (Bibliothekar) (1912–1995), deutscher Bibliothekar
- Erich Zimmermann (Goldschmied) (* 1958), deutscher Goldschmied
- Erika Zimmermann (* 1925), deutsche Malerin
- Ernst Zimmermann (Theologe) (1786–1832), deutscher evangelischer Theologe
- Ernst Zimmermann (Richter) (1812–1877), deutscher Rechtslehrer und Richter
- Ernst Zimmermann (Maler) (1852–1901), deutscher Maler
- Ernst Zimmermann (Naturforscher) (1854–1923), deutscher Lehrer, Heimat- und Naturforscher
- Ernst Zimmermann (Geologe, 1860) (1860–1944), deutscher Geologe
- Ernst Zimmermann (Kunsthistoriker) (1866–1940), deutscher Kunsthistoriker
- Ernst Zimmermann (Geologe, 1882) (1882–1943), deutscher Geologe
- Ernst Zimmermann (Maler, 1898) (1898–1966), deutscher Maler und Zeichner
- Ernst Zimmermann (Manager) (1929–1985), deutscher Manager
- Ernst August Zimmermann (* 1939), deutscher Druckgrafiker
- Ernst Heinrich Zimmermann (1886–1971), deutscher Kunsthistoriker
- Ernst Julius Zimmermann (1855–1929), Lehrer an der Zeichenakademie in Hanau und Historiker
- Ernst Reinhard Zimmermann (1881–1939), deutscher Maler
- Ernst Wilhelm Zimmermann (1752–1820), leitender Beamter in der Finanzverwaltung der Landgrafschaft Hessen-Darmstadt und dann des Großherzogtums Hessen
- Erwin Zimmermann (1902–1941), deutscher Bakteriologe und Hygieniker (NSDAP, Reichskolonialbund)
- Eugen Zimmermann (Oberamtmann) (1862–1911), württembergischer Oberamtmann
- Eugen Zimmermann (1907–1990), deutscher Maler

### F
- Falk Zimmermann (* 1971), deutscher Volleyball- und Beachvolleyballspieler
- Felicia Zimmermann (* 1975), US-amerikanische Fechterin
- Felix Zimmermann (Geistlicher) (1886–1945), deutscher römisch-katholischer Geistlicher und Märtyrer
- Felix Zimmermann (Schriftsteller) (1874–1946), deutscher Schriftsteller, Journalist und Kunstkritiker
- Felix Zimmermann (Politiker) (1933–2014), deutscher Politiker (CDU), Bürgermeister von Trier
- Felix Zimmermann (Journalist) (* 1974), deutscher Journalist
- Felix W. Zimmermann (* 1980), deutscher Journalist und Rechtsanwalt
- Ferdinand Zimmermann (Schauspieler) (1804–nach 1840), deutscher Theaterschauspieler
- Ferdinand Zimmermann (Architekt) (1922–1977), österreichischer Architekt
- Ferdinand Friedrich Zimmermann (1898–1967), deutscher Journalist
- Ferdinand Joseph Zimmermann (1775–nach 1837), österreichischer Mediziner und Hochschullehrer
- Frank Zimmermann (Leichtathlet) (* 1955), deutscher Langstreckenläufer
- Frank Zimmermann (Politiker) (* 1957), deutscher Politiker (SPD)
- Frank Zimmermann (Architekt) (* 1959), deutscher Architekt
- Frank Zimmermann (Fußballspieler) (* 1969), deutscher Fußballspieler
- Frank Zimmermann (Schauspieler), deutscher Schauspieler
- Frank Peter Zimmermann (* 1965), deutscher Geiger
- Frank Zimmermann (Jurist) (* 1982), deutscher Jurist und Hochschullehrer
- Franz Zimmermann (Archivar) (1850–1935), siebenbürgisch-sächsischer Archivar, Historiker und Politiker
- Franz Zimmermann (Maler) (1864–1956), österreichischer Maler
- Franz Zimmermann (Philologe) (1891–1962), deutscher Altphilologe
- Franz Zimmermann (Schauspieler) (1906–1979), deutscher Schauspieler
- Franz Dominikus Zimmermann (vor 1714–1786), deutscher Stuckateur und Bauhandwerker
- Franz Michael Zimmermann (1709–1784), deutscher Maler
- Franz Xaver Zimmermann (1876–1959), österreichischer Schriftsteller
- Frederick Zimmermann (1906–1967), US-amerikanischer Kontrabassist und Musikpädagoge
- Friederike Zimmermann (* 1978), deutsche Psychologin
- Friedrich von Zimmermann (General) (1777–1839), deutscher Generalmajor
- Friedrich Zimmermann (Staatsminister) († 1878), Wirkl. Geh. Rat, Politiker in Braunschweig
- Friedrich Zimmermann (Maler, 1823) (1823–1884), Schweizer Maler
- Friedrich Zimmermann (Buddhist) (1852–1917), deutscher Journalist und Buddhist
- Friedrich Zimmermann (Botaniker) (1855–1928), deutscher Botaniker
- Friedrich Zimmermann (Bauingenieur) (1902–1973), deutscher Bauingenieur und Lehrbeauftragter für Wasserwirtschaft
- Friedrich Zimmermann (1925–2012), deutscher Politiker (CSU)
- Friedrich Zimmermann (Leichtathlet), österreichischer Leichtathlet
- Friedrich Zimmermann (Maler, 1951) (* 1951), deutscher Maler und Bildhauer
- Friedrich Albert Zimmermann (1745–1815), deutscher Geograph
- Friedrich August Zimmermann (1805–1876), deutscher Maler und Lithograph
- Friedrich E. Zimmermann (* 1948), österreichischer Komponist und Texter
- Friedrich M. Zimmermann (* 1951), österreichischer Geograph
- Friedrich W. Zimmermann (* 1939), deutscher Journalist, Autor und Regisseur
- Friedrich Wilhelm Zimmermann (1826–1887), deutscher Kupferstecher
- Fritz Zimmermann (Jurist) (1905–1993), österreichischer Jurist und Historiker
- Fritz Zimmermann (Geologe) (1907–1964), Schweizer Geologe
- Fritz Zimmermann (Fußballspieler) (1929–2015), deutscher Fußballspieler
- Fritz Zimmermann (Historiker) (* 1930), deutscher Historiker
- Fritz Zimmermann (Fechter) (* 1931), deutscher Fechter
- Fritz Zimmermann (Journalist), deutscher Journalist

### G
- Gabriele Zimmermann, deutsche Fußballspielerin
- Gabriele Stegmüller-Zimmermann (1925–2011), deutsche Flötistin und Hochschullehrerin
- Georg Zimmermann (Bürgermeister) (1483–nach 1543), Bürgermeister von Danzig
- Georg Zimmermann (Hofrat) (1808–1871), deutscher Hofrat
- Georg Zimmermann (Unternehmer) (1854–1920), deutscher Unternehmer, Gründer der Metallwerke Georg Zimmermann
- Georg Zimmermann (Mundartdichter) (1855–1919), deutscher Mundartdichter, Rezitator und Schauspieler
- Georg Zimmermann (Architekt, 1880) (Georg Zimmermann sen.; 1880–1961), deutscher Architekt
- Georg Zimmermann (Politiker, 1897) (1897–1958), österreichischer Politiker (ÖVP)
- Georg Zimmermann (Architekt, 1903) (Georg Zimmermann jun.; 1903–1973), deutscher Architekt und Heimatpfleger
- Georg Zimmermann (Schauspieler) (um 1903–1962), deutscher Schauspieler
- Georg Zimmermann (Jurist) (* 1968), Richter am Bundesgerichtshof
- Georg Zimmermann (Radsportler) (* 1997), deutscher Radsportler
- Georg Meyer-Zimmermann (1814–1895), Schweizer Maler
- Georg Christian Karl Zimmermann (1765–1838), deutscher Jurist und Schriftsteller
- Georg Friedrich Zimmermann (Sänger), deutscher Sänger
- Georg Friedrich Zimmermann (Theologe) (1916–1984), deutscher Theologe und Kirchenmusiker
- Georg Rudolf Zimmermann (1825–1900), Schweizer evangelischer Geistlicher und Heimatforscher
- Gerd Zimmermann (Historiker) (1924–2013), deutscher Historiker
- Gerd Zimmermann (Architekt) (* 1946), deutscher Architekt und Hochschullehrer
- Gerd Zimmermann (Politiker) (* 1947), deutscher Politiker (CDU)
- Gerd Zimmermann (Fußballspieler) (1949–2022), deutscher Fußballspieler
- Gerd Zimmermann (Schiedsrichter) (* 1951), deutscher Fußballschiedsrichter
- Gerhard Zimmermann (Sänger) (1904–nach 1987), deutscher Sänger, Regisseur, Intendant und Komponist
- Gerhard Zimmermann (Archivar) (1909–1994), Kommissarischer Leiter des Berliner Stadt- und Landesarchivs (1962–1964)
- Gerhard Zimmermann (Politiker) (1927–1989), deutscher Politiker (SED)
- Gerhard Zimmermann (Eisschnellläufer) (* 1942), deutscher Eisschnellläufer
- Germo Zimmermann (* 1983), deutscher Sozialwissenschaftler und Hochschullehrer
- Gert Zimmermann (1951–2020), deutscher Sportjournalist
- Gottfried Zimmermann (1670–1723), deutscher Verleger in Wittenberg und Zerbst
- Grete Schroeder-Zimmermann (1887–1955), deutsche Architektin und Hochschullehrerin
- Guido Zimmermann (Synchronsprecher) (* 1961), deutscher Schauspieler, Synchronsprecher, Hörbuch- und Hörspielsprecher
- Guido Zimmermann (Künstler) (* 1978), deutscher Streetart- und Graffitikünstler
- Günter Zimmermann (1914–1972), Altamerikanist
- Günther Zimmermann (* 1935), deutscher Sprachwissenschaftler und Hochschullehrer
- Gustav Zimmermann (Politiker, 1808) (1808–1874), deutscher Politiker und Publizist
- Gustav Zimmermann (Mediziner) (1817–1866), deutscher Militärarzt
- Gustav Zimmermann (Förster) (1841–1914), deutscher Förster, siehe Bad Wilsnack
- Gustav Zimmermann (Politiker, 1882) (1882–1970), deutscher Kommunalpolitiker
- Gustav Zimmermann (Politiker, 1888) (1888–1949), deutscher Politiker (SPD)
- Gustav Zimmermann (Musiker) (1932–2018), deutscher Violinist
- Gusti Zimmermann (1863–?), österreichische Theaterschauspielerin

### H
- Hanna Zimmermann (Holocaustüberlebende) (* 1924), Überlebende des Holocaust
- Hanna Zimmermann (* 1988), deutsche Moderatorin und Redakteurin
- Hanns Zimmermann (1923–2000), deutscher Kaufmann, Heimatforscher, Autor und Museumsgründer
- Hans Zimmermann (1831–1911), deutscher Architekt, siehe Carl Johann Christian Zimmermann
- Hans Zimmermann (Maler) (1881–1961), deutscher Maler
- Hans Zimmermann (Architekt, 1887) (1887–1954), deutscher Architekt
- Hans Zimmermann (Bildhauer) (1897–??), Schweizer Bildhauer und Graphologe
- Hans Zimmermann (Regisseur) (1901–1976), Schweizer Regisseur
- Hans Zimmermann (Politiker, 1906) (1906–1984), deutscher Politiker (NSDAP), MdR
- Hans Zimmermann (Fußballspieler, 1916) (* 1916), deutscher Fußballtorwart
- Hans Zimmermann (Fußballspieler, 1919) (* 1919), deutscher Fußballspieler
- Hans Zimmermann (Karnevalist) (1920–1994), deutscher Karnevalist
- Hans Zimmermann (Schauspieler) (1929–2005), deutscher Schauspieler
- Hans Zimmermann (Architekt, 1929) (1929–2019), deutscher Architekt und Verbandsfunktionär
- Hans Zimmermann (Fußballspieler, 1938) (* 1938), deutscher Fußballspieler
- Hans Zimmermann (Zeichner) (* 1945), Schweizer Zeichner und Bauingenieur
- Hans Zimmermann (Politiker, 1948) (1948–2015), deutscher Politiker (CDU)
- Hans Dieter Zimmermann (* 1940), deutscher Literaturwissenschaftler
- Hans-Günther Zimmermann (* 1951), deutscher Jugendbuchautor
- Hans Helmut Zimmermann (* 1942), deutscher Maler
- Hans-Joachim Zimmermann (Politiker) (1925–2009), deutscher Politiker (CDU)
- Hans-Joachim Zimmermann (Anglist) (1933–2022), deutscher Anglist
- Hans-Jürgen Zimmermann (Wirtschaftswissenschaftler) (* 1934), deutscher Ingenieur und Wirtschaftswissenschaftler
- Hans-Jürgen Zimmermann (Politiker) (* 1942), deutscher Politiker (Neues Forum, Bündnis 90/Die Grünen)
- Hans-Jürgen Zimmermann (Bildhauer) (1947–2017), deutscher Maler und Bildhauer
- Hans-Jürgen Zimmermann (Dokumentarfilmer) (* 1950), deutscher Dokumentarfilmer
- Harald Zimmermann (Historiker) (1926–2020), deutscher Historiker
- Harald H. Zimmermann (1941–2019), deutscher Informationswissenschaftler
- Harf Zimmermann (* 1955), deutscher Fotograf
- Harm-Peer Zimmermann (* 1958), Volkskundler und Hochschullehrer
- Harro Zimmermann (* 1949), deutscher Literaturwissenschaftler, Publizist und Rundfunkredakteur
- Hartmut Zimmermann (1927–1995), deutscher Politikwissenschaftler
- Heidi Zimmermann (* 1946), österreichische Skirennläuferin
- Heike Zimmermann-Timm (* 1964), deutsche Biologin
- Heinrich Zimmermann (Entdeckungsreisender) (1741–1805), deutscher Entdeckungsreisender
- Heinrich Zimmermann (Politiker, 1822) (1822–1910), Politiker
- Heinrich Zimmermann (Politiker, 1826) (1826–1908), Politiker, Stadtältester
- Heinrich Zimmermann (Chemiker) (1846–1899), deutscher Chemiker, Begründer der chemischen Fabrik Wesseling mit seinem Bruder Franz Zimmermann
- Heinrich von Zimmermann (1847–1911), österreichischer Schauspieler, Journalist und Schriftsteller
- Heinrich Zimmermann (1886–1971), deutscher Kunsthistoriker, siehe Ernst Heinrich Zimmermann
- Heinrich Zimmermann (Tierschützer) (1887/1888–1942), deutscher Tierschützer
- Heinrich Zimmermann (Beamter) († 1948), deutscher Ministerialbeamter und Regierungsrat und Leiter der „Filmprüfstelle Berlin“
- Heinrich Zimmermann (Politiker, 1893) (1893–1963), deutscher Politiker (DP)
- Heinrich Zimmermann (Theologe) (1915–1980), deutscher Theologe
- Heinrich August Wilhelm von Zimmermann († 1877), österreichischer Mediziner
- Heinrich Wilhelm Zimmermann (1805–1841), deutscher Genre- und PorträtmalerHeinrich Zimmermann (Politiker, 1822)
- Heinz Zimmermann (Politiker) (1882–1968), österreichischer Handwerksfunktionär und Politiker
- Heinz Zimmermann, eigentlicher Name von Mac Zimmermann (1912–1995), deutscher Maler und Grafiker
- Heinz Zimmermann (Architekt) (1921–1996), deutscher Architekt und Hochschullehrer
- Heinz Zimmermann (Innenarchitekt) (1927–2015), deutscher Innenarchitekt und Designer
- Heinz Zimmermann (Indologe) (1929–1986), Schweizer Indologe und Hochschullehrer
- Heinz Zimmermann (Radsportler), deutscher Radsportler
- Heinz Zimmermann (Finanzwissenschaftler) (* 1958), Schweizer Finanzwissenschaftler und Hochschullehrer
- Heinz Zimmermann (Inlineskater), österreichischer Inlineskater
- Heinz Joachim Zimmermann-Baum (1929/1930–??), deutscher Textilunternehmer
- Heinz Werner Zimmermann (1930–2022), deutscher Komponist
- Helmut Zimmermann (Archivar) (1924–2013), deutscher Archivar
- Helmut Zimmermann (Künstler) (1924–2015), deutscher Künstler
- Helmut Zimmermann (Astronom) (1926–2011), deutscher Astronom und Hochschullehrer
- Helmut Zimmermann (Zoologe) (* 1926), deutscher Herpetologe
- Helmut Zimmermann (Politiker) (* 1948), österreichischer Politiker (SPÖ)
- Helmut Zimmermann (Fußballspieler) (* 1955), österreichischer Fußballspieler
- Helmuth Zimmermann (* 1945), deutscher Physiker, Kristallograph und Hochschullehrer
- Henrik Zimmermann (* 1973), Schweizer Schauspieler
- Herbert Zimmermann (SS-Mitglied) (1907–1965), deutscher SS-Obersturmbannführer
- Herbert Zimmermann (Reporter) (1917–1966), deutscher Reporter
- Herbert Zimmermann (Chemiker) (1928–2016), deutscher Chemiker und Hochschullehrer
- Herbert Zimmermann (Architekt) (1936–2013), deutscher Architekt und Stadtplaner
- Herbert Zimmermann (Neurowissenschaftler) (* 1944), deutscher Neurowissenschaftler und Hochschullehrer
- Herbert Zimmermann (Fußballspieler) (* 1954), deutscher Fußballspieler
- Hermann Zimmermann (Bauingenieur) (1845–1935), deutscher Bauingenieur
- Hermann Zimmermann (Politiker) (1856–1902), deutscher Jurist, MdL Preußen
- Hermann Przybilla-Zimmermann (1926–1998), deutscher Maler und Grafiker
- Hermann Adolf Zimmermann (1841–1916), deutscher Botaniker und Arachnologe
- Herta Zimmermann-Petri (?–1961), deutsche Verlegerin
- Hilde Zimmermann (1920–2002), österreichische Widerstandskämpferin und politische Aktivistin
- Hildegard Zimmermann (1890–1932), deutsche Kunsthistorikerin
- Holmes Zimmermann (1900–1957), deutscher Schauspieler
- Horst Zimmermann (Mediziner) (1919–1995), deutscher Mediziner
- Horst Zimmermann (Kunsthistoriker) (* 1930), deutscher Kunsthistoriker und Museumsdirektor
- Horst Zimmermann (Finanzwissenschaftler) (1934–2025), deutscher Finanzwissenschaftler und Hochschullehrer
- Horst Zimmermann (Schachspieler) (1935–2012), deutscher Fernschachspieler
- Horst Zimmermann (Gewerkschafter) (* 1936), deutscher Gewerkschafter (FDGB) und Parteifunktionär (SED)
- Horst Zimmermann (Fußballspieler) (* 1938), deutscher Fußballspieler
- Hubert Zimmermann (* 1964), deutscher Politikwissenschaftler
- Hugo Zimmermann (Architekt) (1849–1924), österreichischer Architekt
- Hugo Zimmermann (Botaniker) (1862–1933), österreichischer Botaniker
- Hugo Zimmermann (Pädagoge) (1885–1944), deutscher Pädagoge
- Hugo Zimmermann (Politiker) (1892–1964), belgischer Verwaltungsbeamter, Bürgermeister von Eupen

### I
- Ignaz Franz Zimmermann (1777–1843), Bischof von Lavant
- Ino Zimmermann (* 1925), deutsche Grafikerin und Illustratorin
- Ingo Zimmermann (* 1940), deutscher Journalist, Schriftsteller und Librettist
- Ingrid Zimmermann (* 1959), deutsche Fußballspielerin
- Irena Zimmermann-Rüther (1900–1979), deutsche Malerin, siehe Irena Rüther-Rabinowicz
- Irene Zimmermann (* 1955), deutsche Jugendbuchautorin
- Iris Zimmermann (* 1981), US-amerikanische Fechterin

### J
- Jacob Friedrich Zimmermann (1831–1894), deutscher Unternehmer, MdL Preußen
- Jakob Zimmermann (1842–1922), Schweizer Gastwirt und Politiker
- Jan Zimmermann (Jurist) (* 1949), polnischer Professor für öffentliches Recht
- Jan Zimmermann (Historiker) (* 1965), deutscher Historiker
- Jan Zimmermann (Fußballtrainer) (* 1979), deutscher Fußballtrainer
- Jan Zimmermann (Fußballspieler) (* 1985), deutscher Fußballtorwart
- Jan Zimmermann (Volleyballspieler) (* 1993), deutscher Volleyballspieler
- Jan Zimmermann (* 1998), deutscher Webvideoproduzent, siehe Gewitter im Kopf – Leben mit Tourette
- Janne Friederike Meyer-Zimmermann (* 1981), deutsche Springreiterin
- Jens Zimmermann (General) (* 1947), deutscher General
- Jens Zimmermann (Theologe) (* 1965), deutsch-kanadischer Theologe, Philosoph und Hochschullehrer
- Jens Zimmermann (Sportschütze) (* 1967), deutscher Sportschütze
- Jens Zimmermann (Musiker) (* 1969), deutscher Musiker und DJ
- Jens Zimmermann (Moderator) (* 1972), deutscher Sportmoderator, Entertainer und Manager
- Jens Zimmermann (Politiker) (* 1981), deutscher Politiker (SPD)
- Jérémie Zimmermann (* 1978), französischer Informatiker
- Joachim Johann Daniel Zimmermann (1710–1767), deutscher Theologe und Schriftsteller
- Johann Zimmermann (Holzstecher) (1749–1804), Schweizer Graveur und Holzstecher
- Johann von Zimmermann (1820–1901), deutscher Schlosser, Erfinder und Unternehmer
- Johann Zimmermann (Volkskundler) (1872–1950), deutsch-ungarischer evangelischer Pfarrer, Volkskundler und Heimatforscher
- Johann Baptist Zimmermann (1680–1758), deutscher Maler und Stuckateur
- Johann Christian Zimmermann (Theologe) (1702–1783), deutscher Geistlicher, Historiker und Kirchenlieddichter
- Johann Christian Zimmermann (Chemiker), deutscher Mediziner, Apotheker und Chemiker
- Johann Christian Zimmermann (Bergrat) (1786–1853), deutscher Bergrat und Schulleiter
- Johann Christoph Zimmermann (Pfarrer) (1605–1643), deutscher Prediger
- Johann Christoph Zimmermann (Verleger) (1668–1727), deutscher Buchhändler und Verleger
- Johann Christoph Zimmermann (Mediziner) (1735–1793), deutscher Mediziner
- Johann Christoph Gottlieb Zimmermann (1788–??), Philologe und Dichter
- Johann Franz August Zimmermann († 1774), Zimmerergeselle
- Johann Georg Zimmermann (Postkommissar) (1680–1734), deutscher Postkommissar
- Johann Georg Zimmermann (Mediziner) (1728–1795), Schweizer Arzt und Schriftsteller
- Johann Georg Zimmermann (Pädagoge) (1754–1829), deutscher Pädagoge
- Johann Jacob Zimmermann (1644–1693), deutscher Astronom, Mathematiker und Schriftsteller
- Johann Jakob Zimmermann (Theologe) (1695–1756), Schweizer evangelischer Geistlicher und Hochschullehrer
- Johann Liborius Zimmermann (1702–1734), evangelischer Theologe und Professor für Theologie
- Johann Lorenz Zimmermann (1762–1834), deutscher reformierter Theologe und Hochschullehrer
- Johann Philipp Zimmermann (1796–1850), deutscher Bibliothekar und Archäologe
- Johann Wilhelm Zimmermann (1819–1882), deutscher Realschullehrer, Kommerzienrat und Vegetarier
- Johannes Zimmermann (1490–1526), Schweizer Reformator und Kirchenlieddichter, siehe Johannes Xylotectus
- Johannes Zimmermann (Missionar) (1825–1876), deutscher Missionar und Sprachforscher
- Johannes Zimmermann (Priester, 1877) (1877–1961), deutscher katholischer Priester und Gegner des Nationalsozialismus
- Johannes Zimmermann (Märtyrer) (1885–1937), russlanddeutscher römisch-katholischer Geistlicher und Märtyrer

- Johannes Zimmermann (Architekt) (vor 1890–1960), deutscher Architekt
- Johannes Zimmermann (Priester, 1905) (1905–1945), deutscher katholischer Priester, Insasse der KZs Mauthausen und Dachau
- Johannes Zimmermann (Botaniker) (1907–1998), deutscher Botaniker
- Johannes Zimmermann (Politiker) (* 1961), liechtensteinischer Politiker
- Johannes Zimmermann (Theologe) (* 1965), deutscher evangelischer Theologe
- Johannes Zimmermann (Psychologe) (* um 1980), deutscher Psychologe und Hochschullehrer
- Johannes-Friedrich Zimmermann (1882–1942), estnischer Politiker
- John Zimmermann (* 1968), deutscher Militärhistoriker und Oberstleutnant
- Jörg Zimmermann (Bühnenbildner) (1933–1994), Schweizer Theatermaler, Kostüm- und Bühnenbildner
- Jörg Zimmermann (Diplomat) (* 1944), deutscher Diplomat
- Jörg Zimmermann (Philosoph) (* 1946), deutscher Philosoph
- Jörg F. Zimmermann (* 1940), deutscher Glaskünstler
- Josef Zimmermann (Polizeipräsident) (1871–1929), deutscher Landrat und Polizeipräsident (SPD)
- Josef Zimmermann (Weihbischof) (1901–1976), deutscher Geistlicher, Weihbischof in Augsburg
- Josef Zimmermann (Fußballspieler), deutscher Fußballspieler
- Josef Zimmermann (Organist) (1906–1998), deutscher Organist und Hochschullehrer
- Josef Zimmermann (Generalvikar) (1939–2018), Schweizer Geistlicher, Generalvikar in Sitten
- Josef Zimmermann (Bauingenieur) (* 1953), deutscher Bauingenieur und Hochschullehrer
- Joseph Zimmermann (Maler, 1815) (1815–1851), Schweizer Maler, Lithograf und Kupferstecher
- Joseph Zimmermann (Maler, 1830) (1830–1871), Schweizer Maler und Schweizergardist
- Joseph Zimmermann (Geistlicher, 1849) (1849–1921), Schweizer Geistlicher und Missionar
- Joseph Zimmermann (Erfinder) (1912–2004), US-amerikanischer Elektrotechniker und Erfinder
- Joseph Zimmermann (Geistlicher, 1923) (1923–1988), Schweizer Geistlicher, Bischof von Morombe
- Joseph Zimmermann (Maler, 1923) (1923–2002), Schweizer Maler
- Joseph Anton Zimmermann (1705–1797), deutscher Kupferstecher
- Joseph Ignaz Zimmermann (1737–1797), Schweizer Pädagoge, Theologe und Schriftsteller
- Julia Zimmermann (* 1969), deutsche Altgermanistin
- Julius Zimmermann (Maler) (1824–1906), deutscher Maler
- Julius Zimmermann (Politiker) (1834–1902), deutscher Kommunalpolitiker
- Julius Heinrich Zimmermann (1851–1922), deutscher Musikinstrumentenbauer, Verleger und Politiker (NLP), MdR
- Jürgen Zimmermann (Journalist) (* 1926), Schweizer Journalist
- Jürgen Zimmermann (Künstler) (* 1953), deutscher Installationskünstler
- Jürgen Zimmermann (Wirtschaftswissenschaftler) (* 1963), deutscher Wirtschaftswissenschaftler
- Jutta Zimmermann (* 1963), deutsche Anglistin

### K
- Karin Zimmermann (* 1964), deutsche Mediävistin und Bibliothekarin
- Karl Zimmermann (Theologe) (1803–1877), deutscher Theologe
- Karl Zimmermann (Admiral) (1863–1916), deutscher Konteradmiral
- Karl Zimmermann (Pädagoge) (1863–1936), deutscher Pädagoge und Heimatforscher
- Karl Zimmermann (General) (1864–1949), deutscher Generalmajor
- Karl Zimmermann (Politiker, 1884) (1884–1951), deutscher Politiker (SPD), Oberbürgermeister von Frankenthal (Pfalz)
- Karl Zimmermann (Fotograf) (1885–1943), deutscher Fotograf
- Karl Zimmermann (Rassentheoretiker) (1889–nach 1937), deutscher Rassentheoretiker
- Karl Zimmermann, Pseudonym von Käthe Jatho-Zimmermann (1891–1989), deutsche Schriftstellerin
- Karl Zimmermann (Politiker, 1894) (1894–1981), deutscher Politiker (FDP)
- Karl Zimmermann (Sportschütze) (1894–1984/1986), Schweizer Sportschütze
- Karl Zimmermann (Musiker) (1904–1990), deutscher Musiker und Dirigent
- Karl Zimmermann (Fußballfunktionär, 1909) (1909–1984), deutscher Mathematiker und Sportfunktionär
- Karl Zimmermann (Wirtschaftswissenschaftler) (1910–nach 1971), deutscher Wirtschaftswissenschaftler und Hochschullehrer
- Karl Zimmermann (Mediziner) (1922–1999), Schweizer Anästhesist und Verbandsfunktionär
- Karl Zimmermann (Fußballspieler), deutscher Fußballspieler
- Karl Zimmermann (Fußballfunktionär, 1932) (1932–1987), deutscher Fußballfunktionär
- Karl Zimmermann (Archäologe) (1943–2018), Schweizer Archäologe und Museumskurator
- Karl Zimmermann (Politiker, 1951) (* 1951), deutscher Politiker (CDU)
- Karl-August Zimmermann (1927–2004), deutscher Industriemanager
- Karl Friedrich Zimmermann (1765–1823), Schweizer Politiker
- Karl Friedrich Zimmermann (Botaniker) (1905–1976), deutscher Botaniker und Hochschullehrer
- Karl Gottfried Zimmermann (1796–1876), deutscher Arzt und Geologe
- Karl-Heinz Zimmermann (1956–2023), deutscher Mathematiker, Informatiker und Hochschullehrer
- Karl Ludwig Alexander Zimmermann (1770–1835), elsässischer Superintendent, Pädagoge und Politiker
- Karl Ludwig Heinrich Zimmermann (1806–1860), Kreisrat im Großherzogtum Hessen
- Karl Wilhelm Zimmermann (1861–1935), deutscher Anatom
- Kaspar Zimmermann (1932–2021, auch Zimmermann-Hofstetter), Schweizer Politiker, Regierungsrat Glarus
- Katharina von Zimmermann (1756–1781), Schweizer Tochter
- Katharina Zimmermann (1933–2022), Schweizer Schriftstellerin
- Käthe Jatho-Zimmermann (1891–1989), deutsche Schriftstellerin
- Kathrin Zimmermann (* 1966), deutsche Schwimmerin
- Katrin Zimmermann, deutsche Synchronsprecherin und Schauspielerin
- Kimberley Zimmermann (* 1995), belgische Tennisspielerin
- Klaus Zimmermann (Zoologe) (1894–1967), deutscher Zoologe
- Klaus Zimmermann (General) (* 1941), deutscher General
- Klaus Zimmermann (Romanist) (* 1947), deutscher Sprachwissenschaftler
- Klaus Zimmermann (Politiker) (* 1963), deutscher Politiker (CDU)
- Klaus Zimmermann (Althistoriker) (* 1964), deutscher Althistoriker
- Klaus Zimmermann (Produzent), deutscher Fernsehproduzent
- Klaus-Dieter Zimmermann (1939–2023), deutscher Geologe und Autor
- Klaus F. Zimmermann (* 1952), deutscher Ökonom
- Klaus W. Zimmermann (1944–2012), deutscher Volkswirtschaftler
- Konrad Zimmermann (* 1940), deutscher Klassischer Archäologe
- Konrad Otto-Zimmermann (* 1951), deutscher Umweltplaner und Verwaltungswissenschaftler
- Kurt Zimmermann (Leichtathlet), deutscher Speerwerfer
- Kurt Zimmermann (MfS-Mitarbeiter) (1909–1983), deutscher Mitarbeiter des Ministeriums für Staatssicherheit
- Kurt Zimmermann (Bildhauer) (1910–1961), deutscher Bildhauer und Maler
- Kurt Zimmermann (Illustrator) (1913–1976), deutscher Grafiker und Illustrator
- Kurt Zimmermann (Journalist) (1928–2018), deutscher Fernsehjournalist
- Kurt Zimmermann (Schriftsteller), deutscher Schriftsteller
- Kurt W. Zimmermann (* 1951), Schweizer Journalist und Publizist

### L
- Laura Zimmermann (Triathletin) (* 1990), deutsche Tri- und Duathletin
- Laura Zimmermann (Aktivistin) (* 1991), Schweizer Politaktivistin
- Laura Zimmermann (Eishockeyspielerin) (* 2003), Schweizer Eishockeyspielerin
- Leo Zimmermann (1927–1987), deutscher Fußballspieler
- Leon Zimmermann (* 2000), deutscher Volleyballspieler
- Leopold Zimmermann (1904–1964), deutscher Politiker (CDU)
- Lisa Zimmermann (Freestyle-Skierin) (* 1996), deutsche Freestyle-Skierin
- Lisa Zimmermann (Turnerin) (* 2003), deutsche Turnerin
- Lisa Zimmermann (Rennrodlerin) (* 2005), österreichische Rennrodlerin
- Lisbeth Zimmermann (* um 1983), deutsche Politikwissenschaftlerin und Hochschullehrerin
- Lois Zimmermann (1892–1932), deutscher Zeichner, Graphiker und Maler
- Ludwig Zimmermann (Richter) (1806–1881), hessischer Richter und Abgeordneter der 2. Kammer der Landstände des Großherzogtums Hessen
- Ludwig Zimmermann (Propst) (1852–1906), deutsch-baltischer Propst und Märtyrer
- Ludwig Zimmermann (Schauspieler) (1854–1934), deutscher Schauspieler und Theaterdirektor
- Ludwig Zimmermann (Historiker) (1895–1959), deutscher Neuzeithistoriker und Hochschullehrer
- Ludwig Zimmermann (Regionalhistoriker) (* 1938), deutscher Politiker (CDU), Lehrer, Heimatforscher und Autor
- Ludwig Wilhelm Zimmermann (1780–1825), deutscher Chemiker und Mineraloge

### M
- Mac Zimmermann (1912–1995), deutscher Maler und Grafiker
- Manfred Zimmermann (Diplomat) (* 1929), deutscher Diplomat
- Manfred Zimmermann (Mediziner) (1933–2024), deutscher Schmerzforscher
- Manfred Zimmermann (Fotograf) (* 1947), deutscher Industriefotograf und Herausgeber
- Manfred Zimmermann (Manager) (* 1956), deutscher Manager
- Manfredo Zimmermann (* 1952), argentinischer Flötist und Hochschullehrer
- Marc Zimmermann (Politiker) (* 1972), deutscher Politiker (Bündnis 90/Die Grünen)
- Marc-Philipp Zimmermann (* 1990), deutscher Fußballspieler
- Marcel Zimmermann (* 1985), deutscher Tennisspieler
- Margarete Zimmermann (* 1949), deutsche Romanistin und Hochschullehrerin
- Margrit Zimmermann (1927–2020), Schweizer Komponistin
- Maria Gabriele Zimmermann-Dursch (1881–1971), deutsche Malerin
- Marie Zimmermann (Intendantin) (1955–2007), deutsche Theaterintendantin
- Marie-Agnes Strack-Zimmermann (* 1958), deutsche Politikerin (FDP)
- Marie-Claire Zimmermann (* 1975), österreichische Journalistin und Fernsehmoderatorin
- Marie-Jo Zimmermann (* 1951), französische Politikerin
- Marina Zimmermann (* 1970), deutsche Schauspielerin, Sängerin, Tänzerin und Musical-Darstellerin
- Mario Zimmermann (* 2001), deutscher Eishockeyspieler
- Mark Zimmermann (* 1974), deutscher Fußballspieler und -trainer
- Markus Zimmermann (Theologe) (* 1961), deutscher römisch-katholischer Theologe
- Markus Zimmermann (* 1964), deutscher Bobsportler
- Markus Zimmermann (Bildhauer) (* 1978), deutscher Bildhauer
- Markus Zimmermann-Acklin (* 1962), deutscher katholischer Theologe
- Martin Zimmermann (Politiker) (1819–1879), Schweizer Politiker
- Martin Zimmermann (Architekt), deutscher Architekt
- Martin Zimmermann (Journalist) (1901–1971), deutscher Agrarjournalist und Fachautor
- Martin Zimmermann (Althistoriker) (* 1959), deutscher Althistoriker
- Martin Zimmermann (Produzent) (* 1964), deutscher Filmproduzent
- Martin Zimmermann (Bühnenkünstler) (* 1970), Schweizer Artist und Clown
- Martin Zimmermann (Skispringer) (* 1978),  österreichischer Skispringer
- Martin Huldrych Zimmermann (1926–1984), schweizerisch-US-amerikanischer Pflanzenphysiologe
- Mary Zimmermann (1889–1945), deutsche Tänzerin, Ballettmeisterin und Choreographin
- Mathias Zimmermann (* 1975), deutscher Medizinprofessor
- Matthias Zimmermann (Theologe) (1625–1689), protestantischer Theologe
- Matthias Zimmermann (Pianist), deutscher Pianist
- Matthias Zimmermann (Fußballspieler, 1970) (* 1970), deutscher Fußballspieler
- Matthias Zimmermann (Fußballspieler, 1992) (* 1992), deutscher Fußballspieler
- Matthias A. K. Zimmermann (* 1981), Schweizer Schriftsteller und Künstler
- Max Zimmermann (Maler) (1811–1878), deutscher Maler
- Max von Zimmermann (1833–1925), deutscher Unternehmer und Beamter
- Max Zimmermann (Architekt, Reutlingen) (1881–1941), deutscher Architekt
- Max Zimmermann (Architekt, Dresden) (1881–1962), deutscher Architekt
- Max Zimmermann (Widerstandskämpfer) (1888–1945), deutscher Widerstandskämpfer gegen den Nationalsozialismus, Stadtverordneter in Dortmund und Arbeitersportaktivist
- Max Zimmermann (Politiker) (1900–1972), deutscher Politiker (SED/VdgB)
- Max Zimmermann (Handballspieler) (* 1990), deutscher Handballspieler
- Max Zimmermann (Footballspieler) (* 1994), deutscher American und Canadian Footballspieler
- Max Zimmermann (Eishockeyspieler) (* 1999), österreichischer Eishockeytorwart
- Max Georg Zimmermann (1861–1919), deutscher Kunsthistoriker
- Maximilian Zimmermann (* 1980), deutscher evangelischer systematischer Theologe
- Mayk Zimmermann (* 1968), deutscher Fußballspieler
- Melanie Webelhorst-Zimmermann (1895–1959), Schweizer Schauspielerin und Synchronsprecherin
- Melchior Zimmermann (1812–1864), Schweizer Politiker
- Michael Zimmermann (Drucker) (auch Cymbermannus; † um 1565), österreichischer Buchdrucker
- Michael Zimmermann (Dirigent, I) († nach 1886), deutscher Dirigent und Gewerbehauskapellmeister
- Michael Zimmermann (Dirigent, 1833) (1833–1907), österreichischer Dirigent und Militärkapellmeister
- Michael Zimmermann (Musikwissenschaftler) (1941–1994), deutscher Musikwissenschaftler
- Michael Zimmermann (Künstler) (* 1946), deutscher Künstler
- Michael Zimmermann (Historiker) (1951–2007), deutscher Historiker
- Michael Zimmermann (Diplomat) (* 1958), österreichischer Diplomat
- Michael Zimmermann (Künstler, 1959) (* 1959), deutscher Künstler, Schriftsteller und Musiker
- Michael Zimmermann (Ruderer) (1962–2015), deutscher Ruderer und Rechtsanwalt
- Michael Zimmermann (Buddhologe) (* 1966), deutscher Buddhologe
- Michael Zimmermann (Fußballspieler) (* 1972), deutscher Fußballspieler
- Michael Zimmermann (Schauspieler), Schauspieler
- Michael D. Zimmermann, deutscher Kostüm- und Bühnenbildner
- Michael F. Zimmermann (1958–2025), deutscher Kunsthistoriker
- Michel Zimmermann (Historiker) (* 1937), französischer Historiker
- Michel Zimmermann (Leichtathlet) (* 1960), belgischer Leichtathlet
- Mirjam Zimmermann (* 1969), deutsche evangelische Theologin
- Monika Zimmermann (Journalistin) (* 1949), deutsche Journalistin und Historikerin
- Monika Zimmermann (Pädagogin), deutsche Pädagogin und Hochschullehrerin
- Monika Wörmer-Zimmermann (* 1944), deutsche Politikerin (SPD)
- Moritz Zimmermann (1804–1876), deutscher Lehrer, seit 1840 Rektor der Stadtschule in Rothenburg/Oberlausitz
- Moshe Zimmermann (* 1943), israelischer Historiker und Publizist

### N
- Nadja Zimmermann (* 1976), Schweizer Fernsehmoderatorin
- Natalie Zimmermann (* 1982), deutsche Boxerin
- Nico Zimmermann (* 1985), deutscher Fußballspieler
- Nicole Zimmermann (* 1980), deutsche Ruderin
- Nilo Zimmerman (* 1986), spanischer Kameramann und Schauspieler
- Nina Zimmermann (* 1977), deutsche Hörfunkmoderatorin
- Nina Zimmermann-Elseify, deutsche Klassische Archäologin
- Norbert Zimmermann (Jurist) (1946–2021), deutscher Jurist
- Norbert Zimmermann (Unternehmer) (* 1947), österreichischer Industrieller
- Norbert Zimmermann (Archäologe) (* 1968), deutscher Archäologe

### O
- Olaf Zimmermann (Journalist) (* 1958), deutscher Hörfunkjournalist
- Olaf Zimmermann (* 1961), deutscher Kunsthändler und Publizist
- Oskar Zimmermann (1910–1994), Schweizer Maler und Zeichner
- Oskar Zimmermann (Politiker) (1856–1917), deutscher Jurist und Politiker
- Oskar Zimmermann-Meinzingen (1900–1961), österreichischer Internist und Hochschullehrer
- Oswald Zimmermann (1859–1910), deutscher Journalist und Politiker (DSRP)
- Oswald P. Zimmermann (* 1961), deutscher Ökonom
- Osy Zimmermann (* 1946), Schweizer Kabarettist
- Otto Zimmermann (Politiker, 1857) (1857–1922), deutscher Politiker (NLP), MdL Sachsen
- Otto Zimmermann (Theologe) (1873–1932), Schweizer Jesuit, Theologe und Autor
- Otto Zimmermann (Lehrer) (1874–1944), deutscher Lehrer, Pädagoge, Schriftsteller
- Otto Zimmermann (Schachspieler) (1892–1979), Schweizer Schachspieler
- Otto Zimmermann (Schauspieler) (1894–1961), deutsch-schweizerischer Pädagoge, Schriftsteller, Tänzer und Kabarettist
- Otto Zimmermann (Politiker, 1897) (1897–1973), deutscher Zahnarzt und Politiker (NSDAP), MdR
- Otto Zimmermann (Politiker, 1898) (1898–1972), deutscher Politiker (SPD), MdA Berlin

### P
- Patricia Barbara Zimmermann (1914–2007), deutsche Benediktinerin vom Orden Sankt-Lioba, Opfer der Diktatur in Rumänien
- Patrick Zimmermann (* 1991), deutscher Eishockeyspieler
- Paul von Zimmermann (General, 1814) (1814–1875), deutscher Generalmajor
- Paul von Zimmermann (General, 1850) (1850–1938), deutscher Generalleutnant
- Paul Zimmermann (Historiker) (1854–1933), deutscher Historiker und Archivar
- Paul Zimmermann (SS-Mitglied) (1895–1980), deutscher SS- und Polizeiführer
- Paul Zimmermann (Politiker, 1900) (1900–1976), deutscher Politiker, Bürgermeister von Korbach
- Paul Zimmermann (Maler) (1920–2017), deutscher Maler und Grafiker
- Paul Zimmermann (Kunstschmied) (* 1939), deutscher Kunstschmied und Metallbildhauer
- Paul Zimmermann (Politiker, 1943) (1943–2021), österreichischer Politiker (SPÖ)
- Paul Zimmermann (Informatiker) (* 1964), französischer Informatiker
- Paul Zimmermann (Footballspieler) (* 1996/1997), deutscher American-Football-Spieler
- Peter Zimmermann (Fußballspieler) (* 1922), deutscher Fußballspieler
- Peter Zimmermann (Bürgerrechtler) (* 1940), Schweizer Strafgefangener und Bürgerrechtler
- Peter Zimmermann (Maler) (1941–2007), deutscher Maler und Radierer
- Peter Zimmermann (Datenschützer) (1944–2022), deutscher Datenschutzexperte
- Peter Zimmermann (Publizist) (* 1944), deutscher Publizist und Medienwissenschaftler
- Peter Zimmermann (Theologe) (* 1944), deutscher evangelischer Theologe und ehemaliger Inoffizieller Mitarbeiter des MfS
- Peter Zimmermann (Schauspieler) (* 1951), deutscher Schauspieler
- Peter Zimmermann (Regisseur) (* 1955), deutscher Fernseh- und Filmregisseur
- Peter Zimmermann (Künstler) (* 1956), deutscher Maler, Bildhauer und Hochschullehrer
- Peter Zimmermann (Schriftsteller) (* 1961), österreichischer Schriftsteller
- Peter Zimmermann (Psychologe) (* 1964), deutscher Entwicklungspsychologe und Hochschullehrer
- Peter Zimmermann (Soziologe) (* 1972), Schweizer Soziologe und Schriftsteller
- Peter Zimmermann (Journalist) (* 1975), deutscher Journalist und Beamter
- Petra Sophia Zimmermann (* 1962), deutsche Kunsthistorikerin und Hochschullehrerin
- Petri Zimmermann-de Jager (* 1961), niederländisch-schweizerische Architektin
- Phil Zimmermann (* 1954), US-amerikanischer Kryptologe
- Philipp Zimmermann (1796–1850), deutscher Bibliothekar und Mäzen
- Philipp Zimmermann (Handballspieler), deutscher Handballspieler
- Pia Zimmermann (* 1956), deutsche Politikerin (Die Linke)
- Pierre Zimmermann (1785–1853), französischer Komponist

### R
- Rainer Zimmermann (Kunsthistoriker) (1920–2009), deutscher Kunsthistoriker und Journalist
- Rainer Zimmermann (Handballspieler) (1942–2022), deutscher Handballspieler
- Rainer Zimmermann (Kommunikationswissenschaftler) (* 1956), deutscher Publizist, Kommunikationswissenschaftler und Hochschullehrer
- Rainer E. Zimmermann (* 1951), deutscher Philosoph und Naturwissenschaftler
- Ralf Zimmermann (Jurist) (* 1971), deutscher Jurist und Richter am Bundesarbeitsgericht
- Ralf Zimmermann (Fußballspieler) (* 1981), deutscher Fußballspieler
- Ralf Zimmermann von Siefart (Manager) (1925–2018), deutscher Manager der Düngemittelindustrie
- Ralf Zimmermann von Siefart (Journalist) (* 1958), deutscher Journalist
- Ralf-Bruno Zimmermann (* 1960), deutscher Arzt für Psychiatrie und Hochschullehrer
- Raquel Zimmermann (* 1983), brasilianisches Topmodel
- Regine Zimmermann (* 1971), deutsche Schauspielerin
- Reiner Zimmermann (* 1944), deutscher Maler, Plastiker und Kunstpädagoge
- Reinhard Zimmermann (* 1952), deutscher Jurist
- Reinhard Zimmermann (Kunsthistoriker) (* 1952), deutscher Kunsthistoriker
- Reinhard Sebastian Zimmermann (1815–1893), deutscher Maler
- Reinhart Zimmermann (1936–2010), deutscher Bühnenbildner
- Reinhold Zimmermann (1889–1956), deutscher Schulleiter, Chordirigent und Musikschriftsteller
- Renate Zimmermann (* 1936), deutsche Organistin
- René Zimmermann (* 1979), deutscher Theater- und Filmschauspieler
- Richard Zimmermann (Maler) (1820–1875), deutscher Maler
- Richard Zimmermann (Politiker) (1876–1969), deutscher Politiker
- Richard Zimmermann (Biochemiker) (* 1951), deutscher Biochemiker und Hochschullehrer
- Robert von Zimmermann (Generalmajor) (1817–1878), deutscher Generalmajor
- Robert Zimmermann (Maler) (1818–1864), deutscher Maler
- Robert von Zimmermann (1824–1898), österreichischer Ästhetiker und Philosoph
- Robert Zimmermann (Schiffbauingenieur) (1851–1912), deutscher Schiffbauingenieur
- Robert Zimmermann (Jesuit) (1874–1931), Schweizer Jesuit, Hochschullehrer und Sprachwissenschaftler
- Robert Zimmermann (Mediziner) (1884–nach 1939), deutscher Gynäkologe und Hochschullehrer
- Robert Zimmermann (Radsportler) (1912–2006), Schweizer Radrennfahrer
- Robert Zimmermann (Bobfahrer) (1934–2012), Schweizer Bobfahrer
- Robert Zimmermann (Künstler) (* 1949), Schweizer Maler, Cineast und Komponist
- Robert Zimmermann (Fußballspieler) (* 1963), deutscher Fußballspieler
- Robert Zimmermann (Judoka) (* 1987), deutscher Judoka
- Robert Zimmermann (Schauspieler) (* 1988), deutscher Schauspieler
- Robert Allen Zimmermann (* 1941), US-amerikanischer Singer-Songwriter und Nobelpreisträger, siehe Bob Dylan
- Roland Zimmermann (Diplomat) (1928–2016), deutscher Diplomat
- Roland Zimmermann (Physiker) (* 1942), deutscher Physiker
- Rolf Zimmermann (Musiker) (Pseudonym als Sänger: Robert Steffan; 1925–2016), deutscher Komponist, Liedermacher und Schlagersänger
- Rolf Zimmermann (Politiker) (* 1939), deutscher Politiker (CDU)
- Rolf Zimmermann (Philosoph) (* 1944), deutscher Philosoph und Hochschullehrer
- Rolf Zimmermann (Manager) (* 1947), deutscher Industriemanager
- Rolf Zimmermann (Maler) (1948–2021), deutscher Maler
- Rolf Zimmermann (Architekt) (1959–2008), deutscher Architekt und Denkmalpfleger
- Rolf Christian Zimmermann (1930–2016), deutscher Germanist
- Ronny Zimmermann (* 1961), deutscher Jurist und Sportfunktionär
- Ruben Zimmermann (* 1968), deutscher evangelischer Theologe
- Rüdiger Zimmermann (* 1946), deutscher Historiker
- Rudolf Zimmermann (Fotograf) (1878–1943), deutscher Ornithologe, Tierfotograf und Geologe
- Rudolf Zimmermann (Geistlicher) (1893–1955), Schweizer reformierter Pfarrer und Schriftsteller
- Rudolf Zimmermann (Jurist) (1893–1961), österreichischer Anwalt siebenbürgischer Herkunft, Direktor des Verbandes der evangelischen Gemeinden in Wien
- Rudolf Zimmermann (Unternehmer, 1908) (1908–1993), deutscher Unternehmer und Firmengründer
- Rudolf Zimmermann (Widerstandskämpfer) (1912–2005), deutscher Widerstandskämpfer (Gruppe „Parole“)
- Rudolf F. W. H. Zimmermann (1918–um 1985), deutscher Unternehmer und Firmengründer

### S
- Sabina Zimmermann, deutsche Schauspielerin und Regisseurin, siehe Sabina Trooger
- Sabine Zimmermann (Moderatorin) (1951–2020), deutsche Fernsehproduzentin und Fernsehmoderatorin
- Sabine Zimmermann (Politikerin) (* 1960), deutsche Politikerin (BSW, zuvor Die Linke)
- Salome Zimmermann (* 1957), Schweizer Juristin
- Siegfried Zimmermann (1927–2012), deutscher Bildhauer
- Silvia Irina Zimmermann (* 1970), deutsch-rumänische Literaturhistorikerin, Schriftstellerin und Übersetzerin
- Simon Anton Zimmermann (1807–1876), deutscher Komponist
- Sonja Zimmermann (* 1999), deutsche Hockeyspielerin
- Stefan Zimmermann (Jurist) (* 1950), deutscher Jurist und Notar
- Stefan Zimmermann (Regisseur) (* 1959), deutscher Schauspieler, Regisseur und Theaterproduzent
- Stephan Zimmermann (Zoologe) (1896–1980), österreichischer Augenarzt und Zoologe
- Stephan Zimmermann (Bankmanager) (* 1956), Bankmanager
- Stephan Zimmermann (Jazzmusiker) (* 1963), deutscher Jazztrompeter und Hochschullehrer
- Susan Zimmermann (* 1960), österreichische Historikerin
- Sven Zimmermann (* 1966), deutscher Musiker
- Sylvia Zimmermann (* 19xx), Schweizer Skirennfahrerin

### T
- Tabea Zimmermann (* 1966), deutsche Bratschistin
- Tanja Zimmermann (* 1966), slowenische Slawistin
- Tanja Zimmermann (Materialwissenschaftlerin) (* 1967), Schweizer Materialwissenschaftlerin
- Teresa Zimmermann (* 1982), deutsche Harfenistin
- Theodor Zimmermann (Politiker) (1795–1882), deutscher Jurist und Politiker
- Theodor Zimmermann (Fossiliensammler) (1828–1902), deutscher Fossiliensammler, Unternehmer und Politiker
- Theodor Zimmermann (Pfarrer) (1893–1974), deutscher Pfarrer
- Theodor Franz Zimmermann (1808–1880), deutsch-österreichischer Maler und Illustrator
- Thomas Zimmermann (Maler, 1837) (1837–1899), Schweizer Maler
- Thomas Zimmermann (Maler, 1928) (1928–1991), Schweizer Maler und Unternehmer
- Thomas Zimmermann (Politiker) (* 1946), deutscher Politiker (CSU)
- Thomas Zimmermann (Turner) (* 1972), österreichischer Turner
- Thomas Zimmermann-Felder (1925–2011), Schweizer Bauzeichner
- Thomas Ede Zimmermann (* 1954), deutscher Germanist, Linguist und Hochschullehrer
- Till Zimmermann (* 1979), deutscher Rechtswissenschaftler
- Tim Zimmermann (Politiker) (* 1969), deutscher Politiker (AfD)
- Tim Zimmermann (Rennfahrer) (* 1996), deutscher Automobilrennfahrer
- Tino Zimmermann (* 1990), deutscher Künstler und Fotograf
- Tizia Zimmermann (* 1995), Schweizer klassische und Improvisationsmusikerin

### U
- Udo Zimmermann (1943–2021), deutscher Komponist
- Ulf Zimmermann (* 1937), deutscher Architekt
- Ulf-Dieter Zimmermann (* 1949), deutscher Manager
- Ulrich Zimmermann (Jurist) (1909–1985), deutscher Jurist und Richter
- Ulrich Zimmermann (Biotechnologe) (* 1942), deutscher Biotechnologe
- Ulrich Zimmermann (Schriftsteller) (* 1944), deutscher Schriftsteller
- Ulrike Zimmermann (* 1960), deutsche Filmproduzentin
- Urs Zimmermann (Pfarrer) (* 1942), Schweizer reformierter Pfarrer und Politiker
- Urs Zimmermann (* 1959), Schweizer Radrennfahrer
- Uwe Zimmermann (Mathematiker) (* 1947), deutscher Mathematiker und Hochschullehrer
- Uwe Zimmermann (Fußballspieler, 1952) (* 1952), deutscher Fußballtorwart
- Uwe Zimmermann (Ingenieur) (* 1958), deutscher Maschinenbauingenieur und Politiker
- Uwe Zimmermann (Fußballspieler, 1962) (* 1962), deutscher Fußballspieler und Torwarttrainer

### V
- Verena Zimmermann (Schauspielerin, 1935) (* 1935), Schweizer Schauspielerin
- Verena Zimmermann (Schauspielerin, 1979) (* 1979), deutsche Schauspielerin
- Verena Zimmermann (Psychologin), Psychologin und Hochschullehrerin
- Volker Zimmermann (Medizinhistoriker) (* 1944), deutscher Medizinhistoriker
- Volker Zimmermann (* 1968), deutscher Historiker

### W
- Waldemar Zimmermann (1876–1963), deutscher Volkswirt und Sozialpolitiker
- Walter Zimmermann (Pädagoge) (1892–1968), deutscher Pädagoge
- Walter Zimmermann (Botaniker) (1892–1980), deutscher Biologe und Botaniker
- Walter Zimmermann (Diplomat) (1896–1973), deutscher Diplomat
- Walter Zimmermann (Technologe) (1901–nach 1945), deutscher Agrarwissenschaftler
- Walter Zimmermann (Maler) (1920–2002), deutscher Maler
- Walter Zimmermann (Fußballspieler) (1929–2018), deutscher Fußballspieler
- Walter Zimmermann (Informatiker) (* 1936), deutscher Informatiker, Hochschullehrer und Botaniker
- Walter Zimmermann (Jurist) (* 1941), deutscher Jurist, Rechtswissenschaftler und Hochschullehrer
- Walter Zimmermann (Komponist) (* 1949), deutscher Komponist, Autor und Hochschullehrer
- Walter Zimmermann (Physiker) (* 1955), deutscher Physiker und Hochschullehrer
- Walter Erwin Zimmermann (1927–2014), deutscher Chirurg
- Walther Zimmermann (Apotheker) (1890–1945), deutscher Apotheker, Pharmaziehistoriker und Schriftsteller
- Walther Zimmermann (Kunsthistoriker) (1902–1961), deutscher Kunsthistoriker und Denkmalpfleger
- Werner Zimmermann (1893–1982), Schweizer Lebensreformer, Naturist und Schriftsteller
- Werner Zimmermann (Kanute) (1915–?), Schweizer Kanute
- Werner Zimmermann-Dreher (1914–1998), deutscher Komponist und Dirigent
- Wilhelm Zimmermann (Theologe) (1807–1878),  deutscher Theologe, Dichter und Politiker
- Wilhelm Zimmermann (Mediziner) (1811–1895), deutscher Mediziner und Revolutionär
- Wilhelm Zimmermann (Politiker) (1879–nach 1950), deutscher Politiker (LDP), MdL Sachsen-Anhalt
- Wilhelm Zimmermann (Journalist) (1898–1970), Schweizer Journalist und Theaterleiter
- Wilhelm Zimmermann (Chemiker) (1910–1982), deutscher Chemiker und Mediziner
- Wilhelm Zimmermann (Grafiker) (* 1936), deutscher Grafiker
- Wilhelm Zimmermann (Bischof) (* 1948), deutscher Geistlicher, Weihbischof in Essen
- Willi Zimmermann (1907–1998), deutscher Baubeamter und Heimatforscher
- Wilmya Zimmermann (* 1944), deutsche Politikerin niederländischer Herkunft

- Wolf-Dieter Zimmermann (Theologe) (1911–2007), deutscher Theologe und Journalist
- Wolf-Dieter Zimmermann (Lehrer) (* 1948), deutscher Lehrer und Autor
- Wolf Haio Zimmermann (* 1941), deutscher Prähistoriker
- Wolf Martin Zimmermann († 1739), deutscher Metallurge
- Wolfgang Zimmermann (Gewerkschafter) (1910–2000), deutscher Jurist und Gewerkschafter
- Wolfgang Zimmermann (Biologe) (* 1935), deutscher Biologe, Entomologe und Museumsdirektor
- Wolfgang Zimmermann (Politiker) (* 1949), deutscher Politiker (Die Linke) und Gewerkschafter
- Wolfgang Zimmermann (Manager), deutsch-kanadischer Gesundheitsmanager und Träger der Order of British Columbia
- Wolfgang Zimmermann (Archivar) (* 1960), deutscher Archivar
- Wolfhart Zimmermann (1928–2016), deutscher theoretischer Physiker
- Wolfram Zimmermann (1944–2023), deutscher Psychologe

### Y
- Yannick Zimmermann (* 1998), Schweizer Unihockeyspieler
- Yvonne Zimmermann (* 1969), deutsche Medienwissenschaftlerin

### Z
- Zoe Zimmermann (* 2002), US-amerikanische Skirennläuferin